# Chaîne de bulles
Une chaîne de bulles est un alignement de bulles montant de concert à travers un liquide sous l'effet de la poussée d'Archimède.
Les chaînes de bulles ont pour origine un site de nucléation ou le point d'injection d'un gaz. Leur vitesse de montée est supérieure à celle de bulles isolées par facilitation du flux de liquide en retour,, et la stabilité des bulles est renforcée sous l'effet des forces secondaires de Bjerknes.

## Exemples

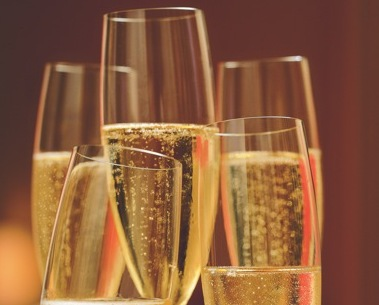
Chaînes de bulles dans des flûtes de champagne.

Des chaînes de bulles sont couramment observées dans les verres de boissons gazeuses (bière, champagne, etc.), où elles sont étudiées en vue de l'amélioration esthétique et gustative de ces boissons,,.
Des chaînes de bulles sont également produites à travers des métaux fondus, notamment par injection d'un gaz de purge pour raffiner l'acier (séparation des inclusions indésirables par flottation) et l'homogénéiser,.
La dynamique des chaînes de bulles peut aussi jouer un rôle important dans le dégazage des magmas basaltiques et l'évaluation du risque volcanique.